# Sentenac-d'Oust
Sentenac-d'Oust è un comune francese di 98 abitanti situato nel dipartimento dell'Ariège nella regione dell'Occitania.

## Società

### Evoluzione demografica
Abitanti censiti